# آپاتین بریوری
آپاتین بریوری (صربی: Апатинска пивара) شرکت نوشیدنی صربستانی است، که در سال ۱۷۵۶ تأسیس شد.